# Melton Mustafa
Melton „Rahsaan“ Mustafa Senior (* 23. November 1947; † 28. Dezember 2017 in Miami) war ein US-amerikanischer Jazzmusiker (Trompete, Flügelhorn, Arrangement) und Musikpädagoge.

## Leben und Wirken
Melton Mustafa, ein jüngerer Bruder des Saxophonisten Jesse Jones, Jr., wuchs in Miami auf und lernte auf der Junior Highschool Trompete. Als Jugendlicher spielte er in einer R&B/Calypsoband, die sein Bruder leitete. Er studierte am Berklee College of Music und am Mississippi Valley State College; anschließend erwarb er einen Abschluss in Musikpädagogik an der Florida A&M University. Ende der 1960er-Jahre arbeitete Mustafa in Begleitbands von Soul-Musikern wie Sam & Dave, Betty Wright, Latimore, The Marvelettes und Joe Simon. Schließlich wurde er in der Jazzszene von Miami aktiv und wurde von Ira Sullivan in dessen Band geholt.
In den frühen 1980er-Jahren spielte Mustafa in Florida in Jaco Pastorius’ Word of Mouth Band (Invitation, 1981), in den folgenden Jahren in New York bei Bobby Watson, Randy Bernsen und ab 1986 im Count Basie Orchestra unter Leitung von Frank Foster, an dessen Aufnahmen mit Diane Schuur und Caterina Valente er beteiligt war. Außerdem arbeitete er im Duke Ellington Orchestra, Woody Herman and His Orchestra, George Cables, John Hicks, Mingus Dynasty und Gunther Schuller.
1995 nahm Mustafa in Florida unter eigenem Namen das Bigband-Album Boiling Point (Contemporary) auf, gefolgt von St. Louis Blues (1997). Ferner spielte er mit Eric Allison (Mean Streets Beat, 1996) und Jesse Jones, Jr. (Soul Serenade, 1996). Ein letztes Album (The Travelling Man) entstand noch 2012. Im Bereich des Jazz war er zwischen 1980 und 2012 an 32 Aufnahmesessions beteiligt.
In späteren Jahren war Mustafa in Florida vorwiegend als Musikpädagoge tätig; so gründete er das Programm für Jazzstudien an der Florida Memorial University in Miami Gardens. Dort wurde ab den 1990er-Jahren ein jährliches Melton Mustafa Jazz Festival veranstaltet, das auch als Fundraiser für die College- und Highschool Jazz-Studenten diente. Dort traten u. a. Jazzgrößen wie Jon Faddis, Benny Golson, Grover Washington Jr., Wallace Roney, Patrice Rushen, Billy Cobham, Herbie Mann, Billy Taylor, Clark Terry und Randy Brecker auf. Mustafa starb Ende 2017 an den Folgen einer Krebserkrankung.